# 모르주
모르주(프랑스어: Morges)는 스위스 보주에 위치한 도시로, 면적은 3.85km2, 높이는 374m, 인구는 14,744명(2010년 기준), 인구 밀도는 3,781명/km2이다. 레만호와 접하며 라틴어로는 모르기스(Morgiis)라고 부르기도 한다.

## 역사
모르주는 1288년 Morgia로 처음 언급되었다. 그 이름은 더 이상 사용되지 않지만, 독일어 이름 Morsee로 알려졌다.

### 선사시대
현재 모르주 호숫가를 따라 여러 선사 시대 정착지가 있었다. 가장 크고 가장 잘 알려진 Grande-Cité는 청동기 시대 후기에 점령되었다. Grande-Cité에 있는 나무 물체 중 하나는 연대순으로 기원전 1031년으로 거슬러 올라간다. 많은 죽마와 건물 구조가 그 자리에서 보존되었다. 정착지 근처에서 오크통이 발견되었고, 1877년에 절반이 회수되어, 제네바의 역사박물관에 보관되었다.
북쪽으로 약 100m 더 가면 Vers-l'Eglise 마을이 있다. 이곳의 첫 번째 정착지는 기원전 2900년에서 2700년 사이의 도기 층을 기반으로 한 신석기 시대로 거슬러 올라간다. 후기 청동기 시대까지 계속 점령되었다.
Grande-Cité의 북동쪽은 초기 청동기 시대부터 온 세 번째 호수 정착지인 Les Roseaux이다. 청동 도끼를 위한 수많은 가장자리 스트립과 고급 세라믹(로조 유형)으로 만든 컵을 포함하여 유물이 풍부한 곳이다. 죽마의 배열은 현대 해안과 직각을 이루는 오두막의 조직을 보여준다. 죽마에 대한 연대 연대기 조사에 따르면 많은 집이 기원전 1776년에서 1600년 사이에 지어진 것으로 나타났다. 오래된 정착지 위에 연대 연대순으로 기원전 1055년으로 거슬러 올라가는 더 작은 후기 청동기 시대 정착지가 발견되었다.
청동기 시대 정착촌은 버려졌고 빌라와 농장이 지어진 갈로로마인 시대까지 사람이 거의 거주하지 않았다.

### 중세시대

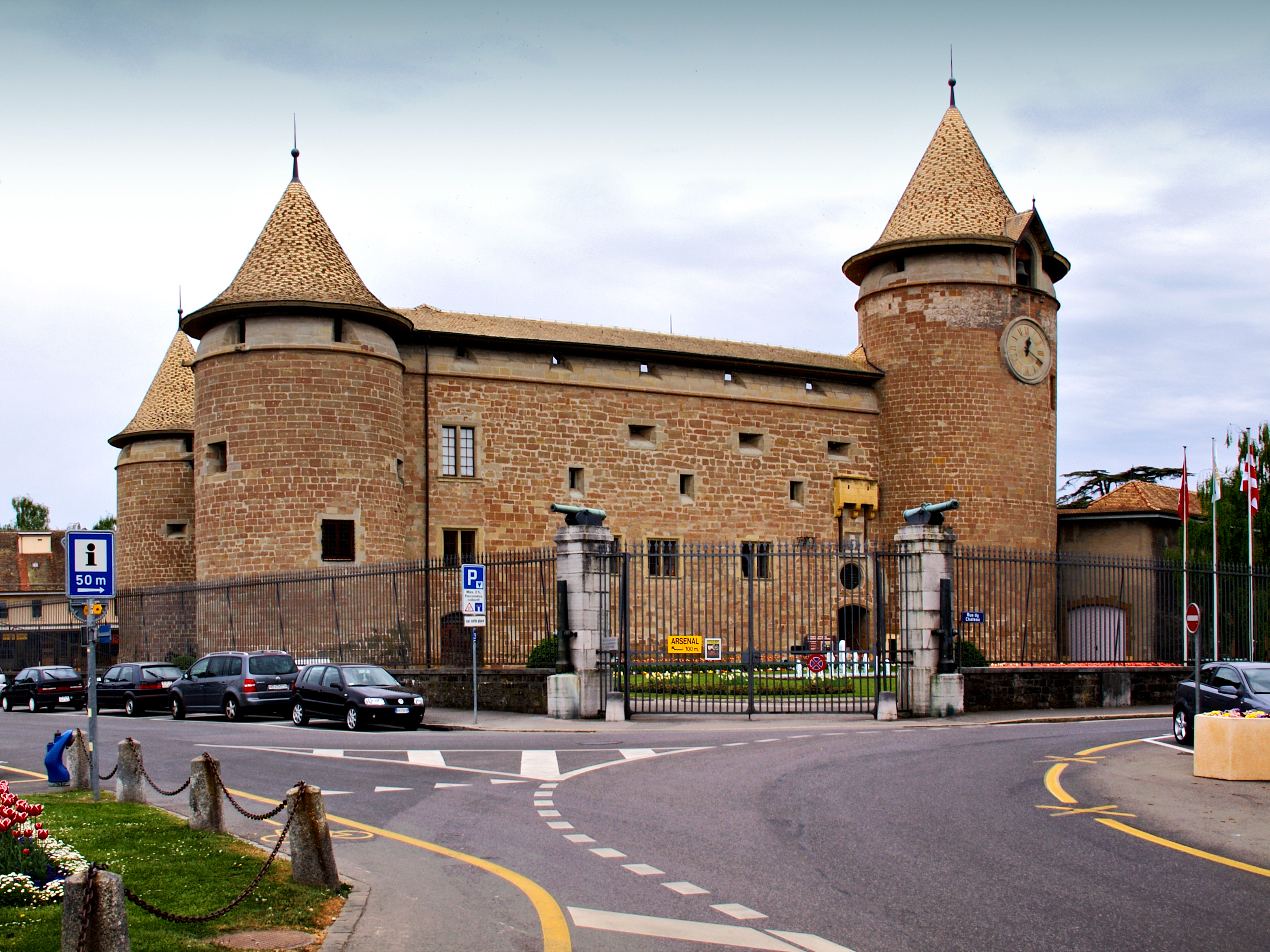
모르주성

1286년, 사보이의 루이 1세는 이전에 교수대가 서 있던 목초지에 도시를 건설했다. 도시를 보호하기 위해 성이 세워졌다. 1293년에 도시 허가가 부여되었다. 새로운 도시는 뷔플란 백국, 로잔 교구 및 로만모티에 수도원을 희생시키면서 성장했으며, 모두 새로운 도시에 대한 재산과 권리를 잃었다. 그것은 행정 및 시장 중심지이자 육로와 해상으로 상품을 운송하는 허브로 빠르게 발전했다.
중세시대에 모르주는 사보이궁의 계절 거주지이자 집행관의 자리였다. 그 도시는 단일 봉토로 통치되었고, 거주자들은 그들의 정면 또는 거리를 따라 있는 재산의 너비에 따라 세금이 부과되었다. 도시는 많은 이웃 체링겐가처럼 배치되었다. 마을. 시장과 박람회에 사용할 수 있는 13~18m 너비의 세로 길이 2개가 있었다. 모르주의 급속한 확장으로 인해 세 번째 평행 도로가 추가되었다. 주간 시장을 위해 직사각형 광장이 만들어졌다. 거리의 모양과 전면부 세금으로 인해 대부분의 대지가 길고 좁다. 대부분의 집에는 채광과 환기를 위한 안뜰이 있으며 일부 집에는 나선형 계단과 정자가 있다. 종교기관과 관련 교육기관, 본당, 병원, 대학 등은 마을 북쪽에 교회 근처에 있었다. 작업장은 항구와 시장 주변 도시의 남쪽 절반에서 개발되었다. 가장 중요한 여관은 그란데루 70-72번지에 있는 오베르주 드 라 크로이 블랑쉬로, 1550년경에 후기 고딕 양식의 외관이 주어졌다.
마을 광장의 남쪽에 있는 성은 정사각형 평면도와 4개의 둥근 모퉁이 타워로 지어졌다. 모르주 성의 본보기로 삼았던 이베르동성을 닮아있다. 다른 것보다 더 큰 둥근 탑 중 하나가 주탑 역할을 했다. 높은 안뜰은 중세시대에 1340년에 처음 언급된 케이스메이트(casemates)로 덮여 있었다. 호숫가의 성벽 바깥쪽에는 요새화된 주방이 있었다. 이 주방은 스위스에서 유일하게 성벽 외부에 붙어 있었다. 1363년에 부엌이 재건되었다. 베른이 보주를 정복한 후 지붕 주방은 저격수들의 플랫폼이 되었다. 나중에 전망대로 개조되었다.
렘브란트의 이사들(Syndics)은 1375년 모르주에서 처음 언급되었다. 시청은 1515-20년경에 지어졌으며 보주에서 가장 오래된 공공건물이다. 계단 탑과 기념비적인 문은 1682년에 지어졌으며, 정면은 후기 고딕 양식으로 이루어졌다. 건설 이전에는 교회, 병원 또는 호스텔에서 공개 집회가 열렸다. 16세기까지 시의회는 6~7명의 구성원으로 구성된 소규모 의회와 일반 의회(Conseil général)의 두 그룹으로 구성되었다. 1514년에 오래된 평의회는 12인 평의회와 24인 평의회로 대체되었다. 이 두 평의회는 모두 앙시앵 레짐이 끝날 때까지 유지되었다.
지자체는 자체 무게와 측정, 두 개의 커뮤니티 오븐, 의무실(1340-1564) 및 장크트 로후스(St. Rochus)에 봉헌된 병원(1518)을 소유했다. 포대는 시장에, 감옥은 성에, 교수대는 톨로케나츠에 있었다.
중세시대에 교회는 Joules(현재 Echichens의 일부)에 있는 노트르담의 이전 교구 교회에 속했다. 도시 예배당은 1306년에 수호성인 없이 처음 언급되었으며, 1490년에는 노트르담에 봉헌되었다. 예배당은 성벽의 로잔 쪽에 있었고, 연결되지 않은 종탑은 성문에 인접했으며, 도시 방어의 일부로 사용되었다. 1537년에 톨로체나츠와 모르주는 개혁파 교구를 형성했고, 예배당은 개혁교회로 개종되었다가 1769년에 파괴되었다.
성벽 밖에는 모르주 근처에 프란체스코 수도원으로도 알려진 콜레타너(Colettaner) 수도원이 있었다. 1497-1500년에 설립되었으며 모르주와 가까웠음에도 불구하고 제네바와 관련이 있었다. 스위스 연방군은 1530년과 1536년에 이 수도원을 황폐화시켰다. 수도원의 폐허는 묘지로 대체되었다.

### 근대

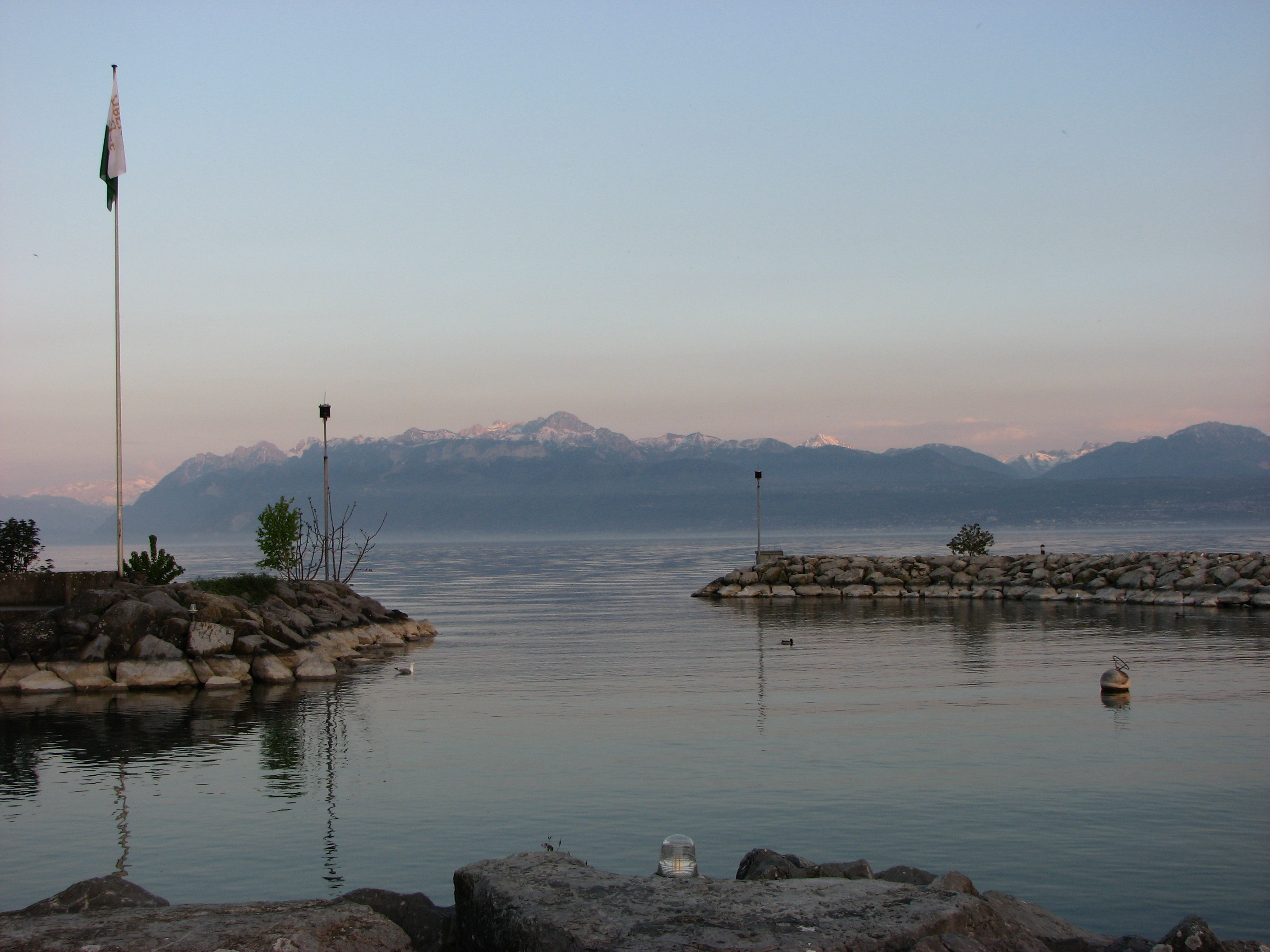
모르주항

도시와 성은 1475년에, 그리고 1530년에 다시 약탈되었다. 1536년 베른이 보주를 정복한 후, 모르주는 1539년에 영지의 중심지가 되었다. 성은 비참한 상태였다. 새로운 소유자는 포병의 필요에 맞게 1540년대에 요새의 상반부를 재건했다. 모르주가 베른에 신속하게 항복하지 않았기 때문에 도시의 성문은 파괴되었다. 게이트 하우스는 1769년과 1803년까지 남아 있었고 마침내 파괴되었다.
근대 초기에 모르주는 매우 번영했다. 이 기간 동안 다수의 대규모 시민과 개인 건물이 건설되었다. 여기에는 이전에 요새화된 개인 주택이 있던 자리에 있는 베른의 곡물 창고(1690–92), Grande-Rue 56에 있는 집(1560년에 지어졌으며 아케이드 안뜰이 1670년에 추가됨) 및 Grande-Rue 94에 있는 건물이 포함된다. 1682년의 놀라운 외관. 라틴어 학교(scola grammatical calis)는 15세기 후반까지 운영되고 있었다. 1574년에는 제네바, 로잔, 베른의 아카데미에서 영감을 받은 Collège de Couvaloup이 모르주에 문을 열었다. 새로운 교회는 프랑스 고전주의로 지어졌다. 1769-76 사이의 스타일로 스위스 개혁주의 건축의 걸작 중 하나이다. 독일어 교회 예배는 1710년부터 마을에서 시작되었다.
18세기 후반부터 성벽 밖의 지역이 건설되었다. 많은 시골 영지(La Gottaz, La Prairie, La Gracieuse)와 새로운 교외가 로잔과 제네바로 가는 간선 도로를 따라 개발되었다. 작은 항구는 1536년에 처음 언급되었으며 그 직후 제네바로 가는 정기 보트 서비스가 시작되었다. 1664년에 기둥으로 간단한 부두가 건설되었지만, 호수에 있는 갤리선을 보호하기에는 너무 작았다. 따라서 베른 정부는 로잔-우시가 아닌 모르주에 상업 및 군사 항구를 건설하기로 결정했다. 현재의 항구는 1691-96년과 1702년에 세관 청사 사이에 두 개의 곡선 방파제로 건설되었다. 완료되었다. 항구와 함께 모르주는 여러 무역로의 출발점이 되었으며 소금, 포도주, 곡물과 같은 상품의 주요 환적 지점이 되었다.
근대 초기에 지역 경제는 상품 생산보다 운송과 무역에 더 의존하기 시작했다. 제화공 길드는 16세기와 17세기에 매우 영향력이 있었다. 그들은 18세기와 19세기에 지역 경제에서 더 중요한 역할을 하게 되면서 무두질로 대체되었다. 1798년 앙시앵 레짐 말기에 가장 큰 사회 전문가 그룹은 다음과 같다. (중요한 순서대로) 임대인 또는 지주, 상인, 포도주 양조 업자, 농부, 제화공, 재단사, 목수 및 소목공 등이 주요 그룹이었다.

### 현대

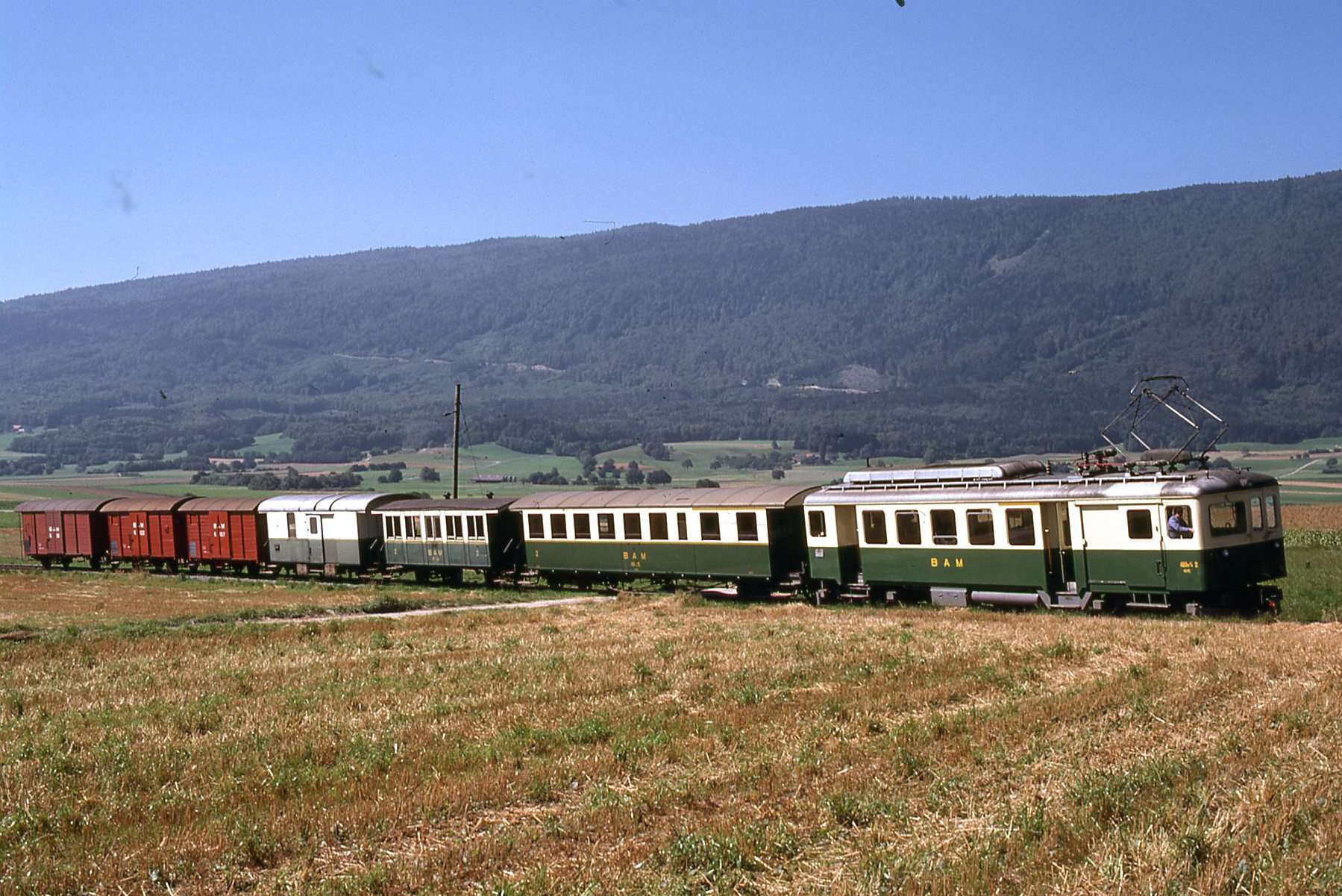
비에레-아플레-모르주선

1855년에 주의 첫 번째 철도 노선이 이베르동과 모르주를 연결했다. 이 노선의 새로운 역은 도시 서쪽 외곽에 위치하여 성 밖의 개발이 가파르게 빨라졌다. 첫 번째 노선은 1856년 모르주-로잔 노선, 1858년 모르주-제네바 노선이 이어졌다. 1895년에는 모르주- 비에르 - 아플레선이 완성되어 내륙 지역이 열렸다.
모르주는 앙시앵 레짐 동안 지역 경제, 정치 및 문화 중심지로 성장했다. 문화 발전과 함께 애국자(장 자크 카트, 앙리 모노, 쥘 니콜라 뮈레 포함)와 보두아 혁명의 중심지가 되었다. 1798년 프랑스 침공 이후 모르주는 지역의 수도였다.
19세기 후반에 이 도시는 증기선 항구에서 철도로 임시(1855-62)로 연결된 덕분에 호황을 누렸다. 항구에서 조선소는 운송 회사 레만호 종합 해운(1858-89) 근처에 있었다. 1803년에 주 무기고가 된 이 성은 1836~39년에 일부 유틸리티 건물로 확장되었고 1871년 폭발로 손상되었다. 1925년부터 보주 군사 박물관이 들어섰다.
카톨릭 교회는 1844년에 지어졌고, 독일어 예배를 위한 예배당은 1891년에 문을 열었다. 1922년에 주의 농업 와인 생산 학교가 막슬랑에 설립되었으며, 건물은 현재 아그릴로지 막슬랑이다.
가스 공장(1867–1932), 운송 회사 Friderici AG(1890), 비스킷 공장 Oulevay AG(1899–1992), 금속 건설 등 많은 회사가 19세기와 20세기에 지자체의 경제생활을 지배했다. 작업장 로잔 산업 협회(1907–79), 주조 공장 Neeser AG(1947) 및 파스타 공장 Gala(1988–2005). 1900년에서 1940년 사이에 도시는 더 확장되었으며 새로운 빌라와 교외 지역이 생겨났다. 1934년의 첫 번째 구역 계획에 이어 1957년과 1970년에 추가 계획이 이루어졌다. 1961년과 1964년 사이에 지자체를 두 부분으로 나누는 고속도로가 건설되었다. 2007년부터 지자체는 로잔-모르주 프로젝트의 집합체의 일부였다. 이 프로젝트는 2020년까지 30,000개의 일자리를 창출하는 것을 목표로 한다.
2020년 9월, “과거 지하디스트 활동”으로 조사를 받고 있던 7월 감옥에서 풀려난 한 남성이 모르주에서 무작위로 희생자를 선택하고, “예언자에게 복수하기 위해” 살해했다.

## 지리

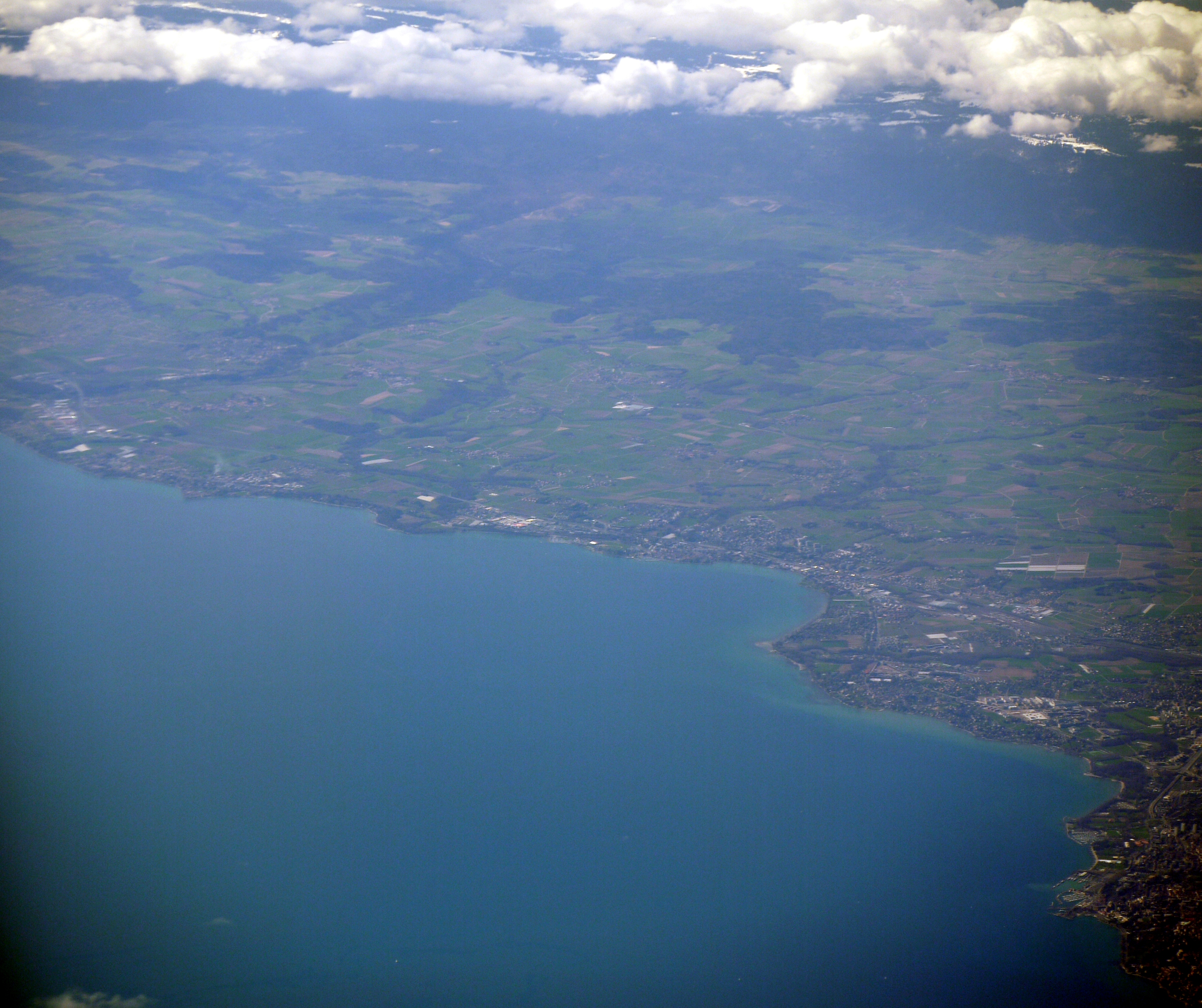
모르주의 공중뷰

모르주의 면적은 2009년 기준으로 3.9k㎡이다. 이 면적 중 0.81k㎡ (21.0%)가 농업 목적으로 사용되는 반면 0.18k㎡ (4.7%)는 삼림이 된다. 나머지 토지 중 2.83k㎡ (73.5%)가 정착(건물 또는 도로), 0.04k㎡ (1.0%)가 강 또는 호수이다.
건축면적 중 공업용 건물이 전체 면적의 3.4%, 주택과 건물이 40.5%, 교통 기반 시설이 19.5%를 차지했다. 공원, 녹지대, 운동장이 9.4%를 차지했다. 산림지 중 전체 토지의 3.1%는 삼림이 무성하고 1.6%는 과수원이나 작은 나무 군락으로 덮여 있다. 농경지 중 6.8%는 작물 재배에 사용되며 2.1%는 목초지로, 12.2%는 과수원이나 덩굴 작물에 사용된다. 시정촌의 물 중 0.5%는 호수에, 0.5%는 강과 시내에 있다.
시정촌은 2006년 8월 31일에 해산될 때까지 이전 모르주 지역의 일부였으며, 모르주는 모르주의 새로운 지역의 일부가 되었다.
시정촌은 지구의 수도이다. 제네바 호수의 만을 따라 로잔에서 남서쪽으로 10km 떨어져 있다.

## 인구통계

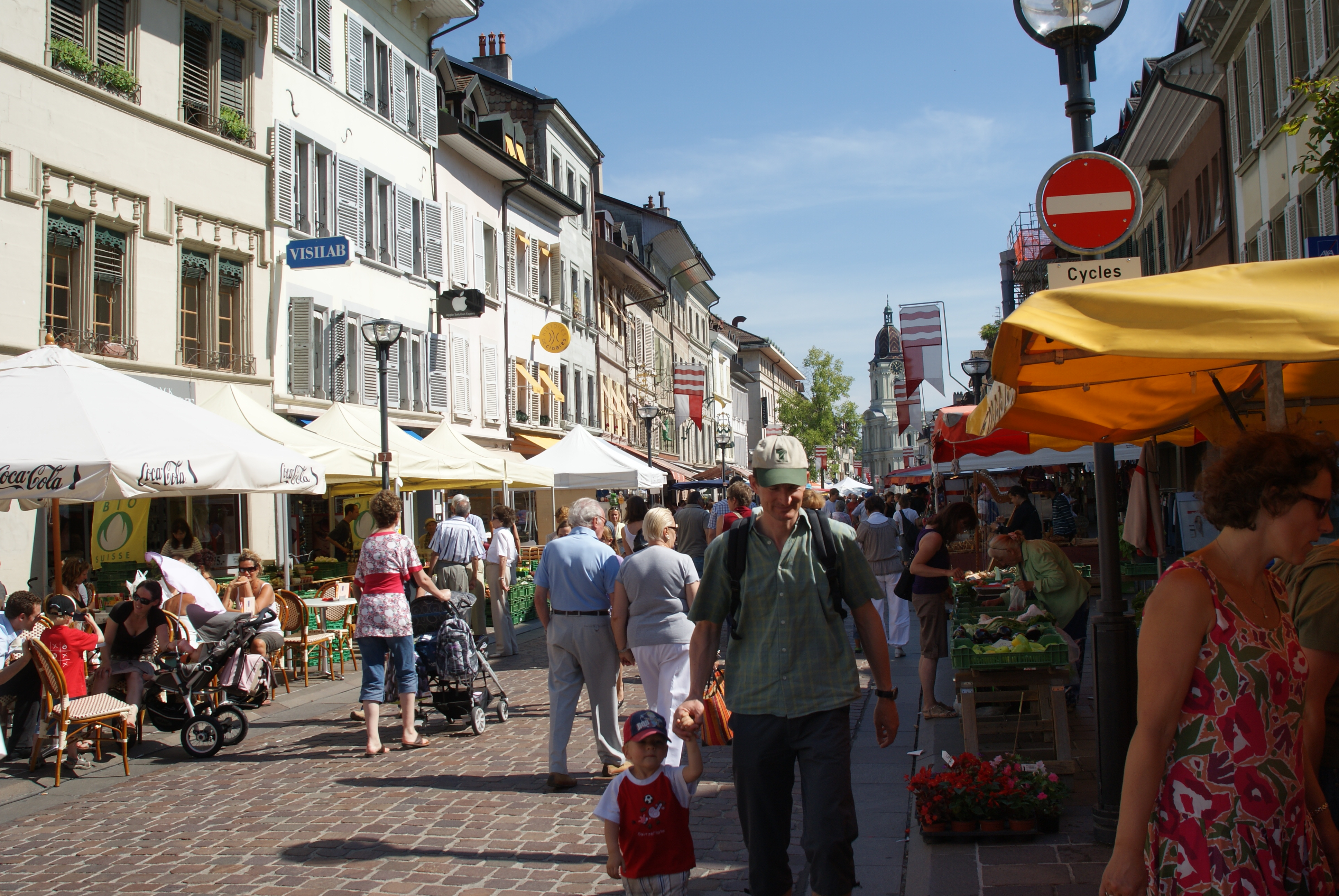
모르주 시장

2020년 12월 기준, 모르주의 인구는 16,101명이다. 2008년 기준으로 인구의 32.8%가 거주 외국인이다. 1999년부터 2009년까지 지난 10년 동안 인구는 4.3%의 비율로 변화했다. 이주로 인해 2.9%의 비율로, 출생 및 사망으로 인해 1.5%의 비율로 변경되었다.

2000년 기준, 인구 대부분인 11,654명(82.3%)이 프랑스어를 사용하며, 독일어가 2위(601 또는 4.2%)이고, 이탈리아어가 3위(566 또는 4.0%)이다. 로만슈어를 구사하는 사람이 2명 있다.
지자체의 인구 중 3,030 또는 약 21.4%가 모르주에서 태어나 2000년에 그곳에서 살았다. 같은 주에서 태어난 4,128명(29.2%)가 있었고, 스위스 다른 곳에서 태어난 2,474명(17.5%)가 있었고, 4,085명(28.9%)는 스위스 이외의 지역에서 태어났다.
2008년에는 스위스 시민이 115명, 비스위스계 시민이 57명이었고, 같은 기간에 스위스 시민이 129명, 비스위스계 시민이 21명 사망했다. 이민과 이주를 무시하면 스위스 시민의 인구는 14명 감소한 반면 외국인 인구는 36명 증가했다. 스위스에서 이민 온 스위스 남성은 10명, 여성은 13명이었다. 동시에 다른 나라에서 스위스로 이주한 184명의 비스위스계 남성과 199명의 비스위스계 여성이 있었다. 2008년 전체 스위스 인구 변화(시 경계를 넘는 이동을 포함한 모든 출처에서)는 109명이 감소했고 비스위스계 인구는 291명이 증가했다. 이는 1.3%의 인구 증가율을 나타낸다.
2009년 현재 모르주의 연령 분포는 다음과 같다. 1,382명(인구의 9.6%)이 0~9세이고 1,475명(10.2%)이 10~19세이다. 성인 인구 중 1,890명(인구의 13.1%)이 20~29세이다. 2,178명 또는 15.1%는 30세에서 39세 사이, 2,175명 또는 15.1%는 40세에서 49세 사이, 1,686명 또는 11.7%가 50세에서 59세 사이이다. 시니어 인구 분포는 1,599명 또는 인구의 11.16%가 사이 69세는 70~79세가 1,135명(7.9%), 80~89세가 710명(4.9%), 90세 이상이 161명(1.1%)이다.
2000년 기준으로 시정촌에 미혼이거나, 독신인 사람은 5,695명이다. 기혼자는 6,496명, 미망인은 940명, 이혼한 사람은 1,023명이었다.
2000년 기준으로 시정촌의 개인 가구는 6,628세대로 가구당 평균 2.1명이다. 1인 가구는 2,727가구, 5인 이상 가구는 242가구였다. 총 6,747가구 중 1인 가구가 40.4%로 부모와 동거하는 성인이 27가구였다. 나머지 가구 중 자녀가 없는 부부는 1,742쌍, 자녀가 있는 부부는 1,618쌍이다. 자녀가 있는 편부모는 395명이었다. 119가구는 혈연관계가 없는 사람들로, 119가구는 일종의 기관이나 공동주택으로 구성되어 있었다.
2000년에는 총 1,330호의 주거용 건물 중 500호(전체의 37.6%)가 단독주택이었다. 다가구는 503채(37.8%), 주로 주거용으로 사용되는 다목적 건물은 234채(17.6%), 기타 용도(상업용·산업용)가 93채(7.0%)였다. 단독주택 중 1919년 이전에 30채, 1990~2000년 사이에 34채가 건설됐다. 1960년과 그 다음으로 많은 주택(105채)이 1919년 이전에 지어졌다. 1996년에서 2000년 사이에 31채의 다가구 주택이 건설되었다.
2000년에는 7,194개의 아파트가 시정촌에 있었다. 가장 일반적인 아파트 크기는 3개의 방이었으며, 그중 2,469개가 있었다. 1인실 아파트는 680채, 5실 이상 아파트는 941채였다. 이 중 상가주택은 총 6,478세대(전체의 90.0%), 비수기형은 616세대(8.6%), 공실은 100세대(1.4%)였다. 2009년 기준 신규주택 건설률은 인구 1000명당 2.9세대였다. 2010년 시정촌 공실률은 0.06%였다.
역사적 인구는 다음 차트에 나와 있다.

### 종교
2000년 인구 조사에서 5,439명(38.4%)가 스위스 개혁 교회에 속해 있는 반면 4,925명(34.8%)는 로마 카톨릭에 속했으며, 나머지 인구 중 정교회 신자는 201명 (약 1.42%)이었다. 크리스찬 가톨릭 교회 교인은 9명(인구의 약 0.06%)이었고, 다른 교인은 897명(약 6.34%)이었다. 유대인은 16명(인구의 약 0.11%)이었고, 이슬람교는 412명(약 2.91%)이었다. 23명의 불교 신자가 있었다. 힌두교인 8명과 다른 종교에 속한 30명이 있었다. 1,854명(약 13.10%)이 교회에 속하지 않고, 불가지론자 또는 무신론자이며, 771명(인구의 약 5.45%)이 질문에 대답하지 않았다.

## 경제
2010년 현재 모르주의 실업률은 5.5%이다. 2008년 현재 1차 경제 부문에 33명이 고용되어, 있고 이 부문에 약 5개 기업이 참여하고 있다. 978명이 2차 부문에 고용되었고, 이 부문에 95개의 기업이 있었다. 7,391명이 3차 부문에 고용되었으며, 이 부문에는 783개의 기업이 있다. 시정촌 주민은 7,229명으로 일정 정도 고용되었으며, 그중 여성이 전체 노동력의 46.1%를 차지했다.
2008년에 정규직에 상응하는 총 일자리 수는 6,864개였다. 1차 부문의 일자리 수는 30개였으며 모두 농업에 있었다. 2차 부문의 일자리 수는 914개로 그 중 제조업이 340개(37.2%), 건설업이 232개(25.4%)였다. 3차 부문의 일자리는 5,920개였다. 3차 부문에서; 1,597(27.0%) 도소매 또는 자동차 수리업, 227(227, 3.8%) 물품 이동 및 보관, 502(8.5%) 호텔 또는 레스토랑, 236(236(4.0%) 정보 산업), 328 또는 5.5%가 보험 또는 금융 산업, 474 또는 8.0%가 기술 전문가 또는 과학자, 556 또는 9.4%가 교육, 1,286 또는 21.7%가 의료 분야였다.
2000년 기준 자치단체로 통근하는 근로자는 5,309명, 출퇴근자는 4,531명이었다. 지자체는 근로자의 순수입 지자체이며, 1명이 전출할 때마다 약 1.2명의 근로자가 지자체에 전입한다. 모르주에 들어오는 노동력의 약 2.1%는 스위스 외부에서 오고, 현지인의 0.0%는 일을 위해 스위스에서 출퇴근한다. 근로 인구 중 25.6%가 출퇴근용 대중교통을, 52.1%가 자가용을 이용하였다.

## 교육
모르주에서는 인구의 약 4,991명(35.3%)이 필수가 아닌 중등 교육을 이수했으며, 2,165명(15.3%)이 추가 고등교육(대학 또는 응용학문대학)을 마쳤다. 고등교육을 이수한 2,165명 중 47.1%가 스위스 남성, 30.0%가 스위스 여성, 13.2%가 비스위스계 남성, 9.7%가 비스위스계 여성이었다.
2009/2010 학년도에 모르주 학군에는 총 1,415명의 학생이 있었다. 보주 주립 학교 시스템에서는 정치 구역에서 2년 간의 의무가 아닌 유아원을 제공한다. 학기 중에 구는 총 631명의 어린이에게 유치원 보육을 제공했으며, 그중 203명의 어린이(32.2%)가 보조금을 받는 유치원 보육을 받았다. 캔톤의 초등학교 프로그램은 학생들이 4년 동안 출석해야 한다. 시립 초등학교 프로그램에는 716명의 학생이 있었다. 의무 중학교 프로그램은 6년 동안 지속되며 해당 학교의 학생은 662명이었다. 홈스쿨링을 하거나 다른 학교에 다니는 학생도 37명이었다.
모르주는 군사박물관(Musée militaire)과 파데레프스키 박물관(Musée Paderewski)의 고향이다. 2009년 군사박물관은 17,300명의 방문객이 방문했다(이전 연도의 평균은 16,619명). 2009년 파데레프스키 박물관은 200명의 방문객이 방문했다(이전 연도의 평균은 333명).
2000년 기준으로 모르주에는 타 지자체에서 온 학생이 1,293명, 시외 학교에 다니는 주민은 417명이다.
모르주는 모르주 타운 도서관이 있는 곳이다. 도서관은 (2008년 현재) 33,000권의 책 또는 기타 매체를 보유하고 있으며 같은 해에 109,679권을 대출했다. 그 해에는 주당 평균 26시간씩 총 270일 동안 문을 열었다.

## 국가중요문화재
이곳은 유네스코 세계문화유산 알프스 주변의 선사시대 말뚝 주거지의 일부인 Les Roseaux 및 모르주역, 선사 시대 말뚝 주거지(또는 수상 가옥) 정착지가 있는 곳이다. 백십자 여관(The De La Croix Blanche Inn), Grand-Rue 54 및 Grand-Rue 94에 있는 건물, 모르주성과 보주 군사 박물관, 시청, 청동기 시대 해안가 정착지인 Les Roseaux/La Grande Cité 및 이 사원은 국가적으로 중요한 스위스 문화유산으로 등록되어 있다. 모르주 구시가 전체가 스위스 유산 목록의 일부이다.

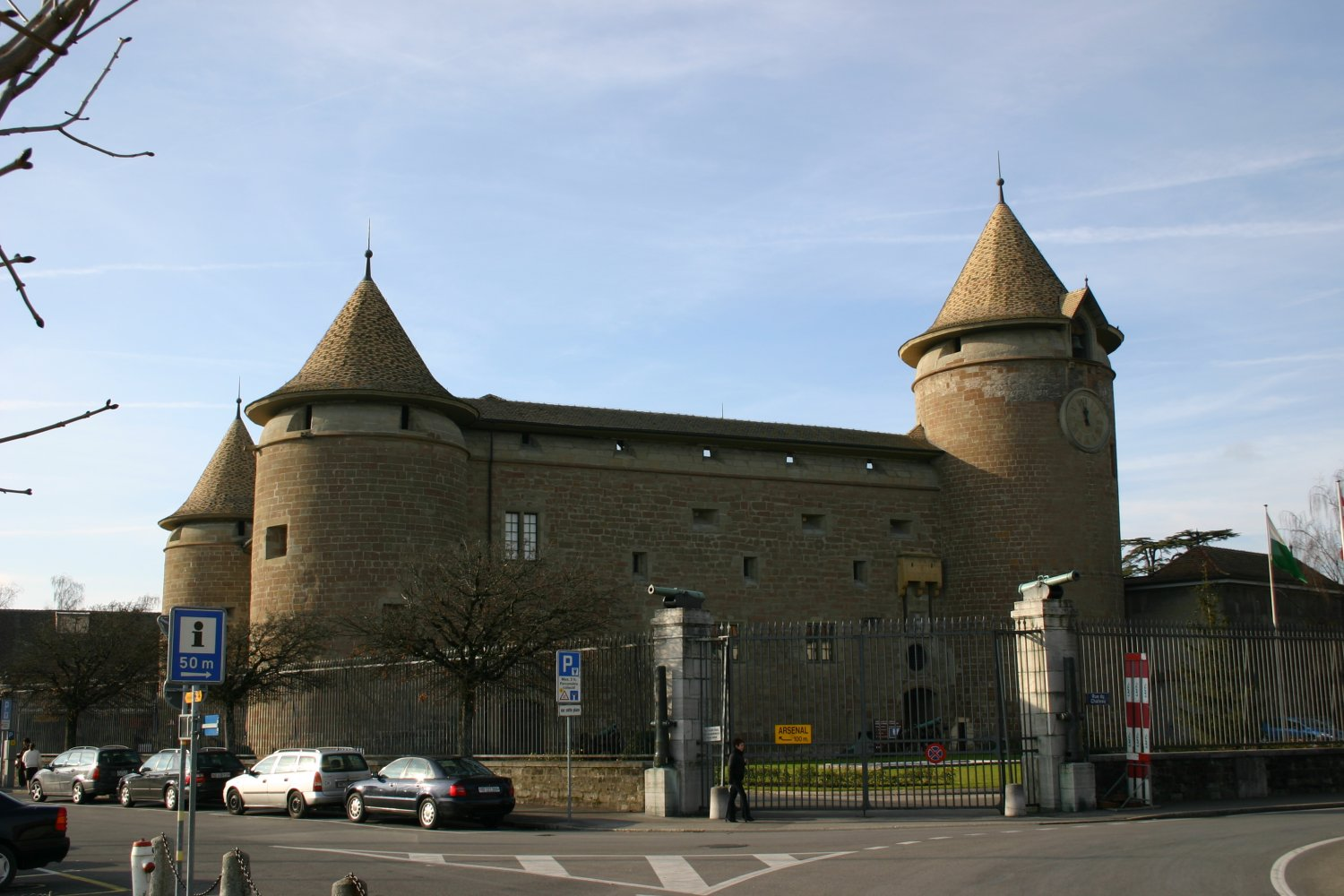
모르주 성과 군사박물관
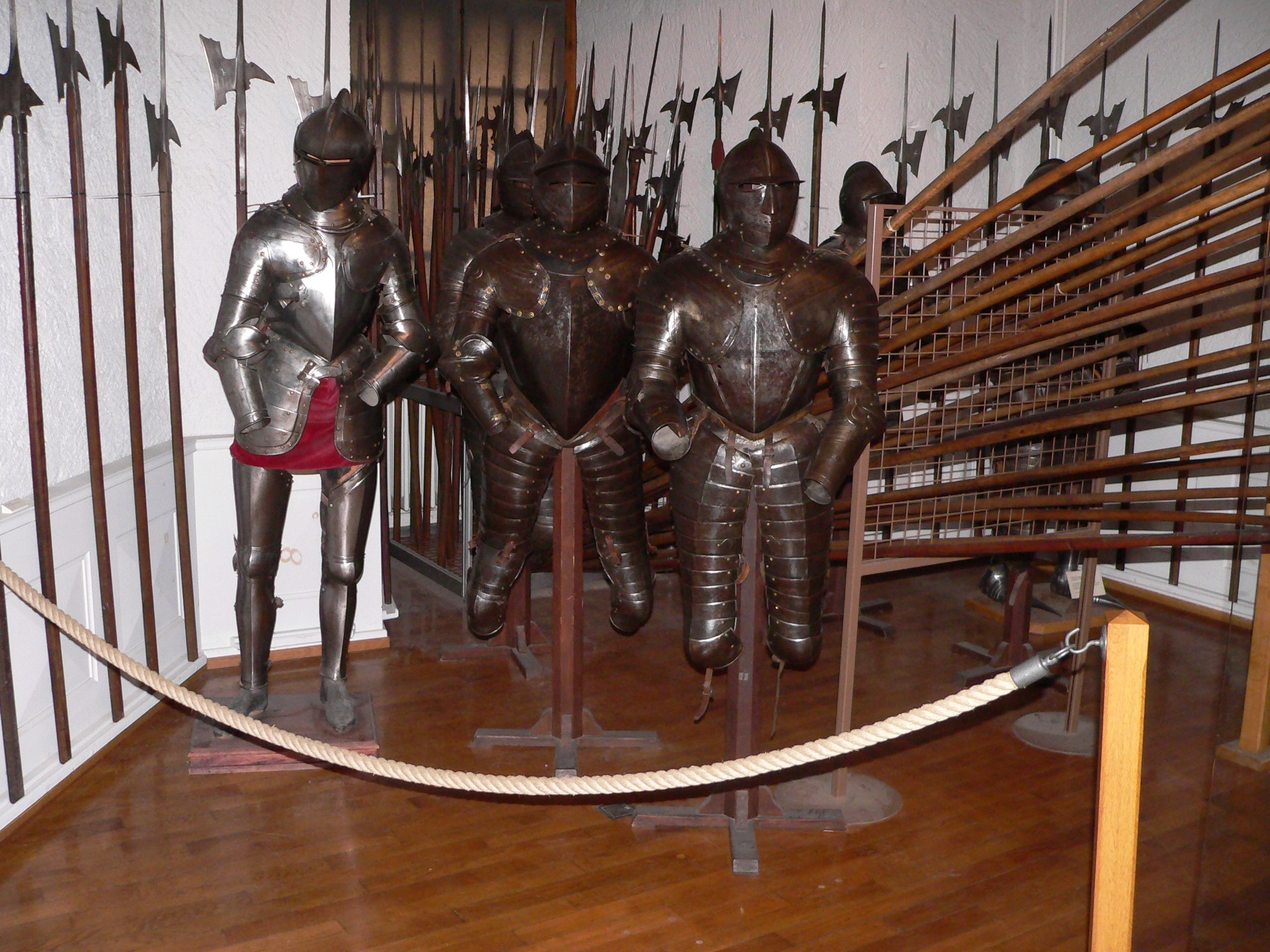
군사박물관 내의 무기와 갑주
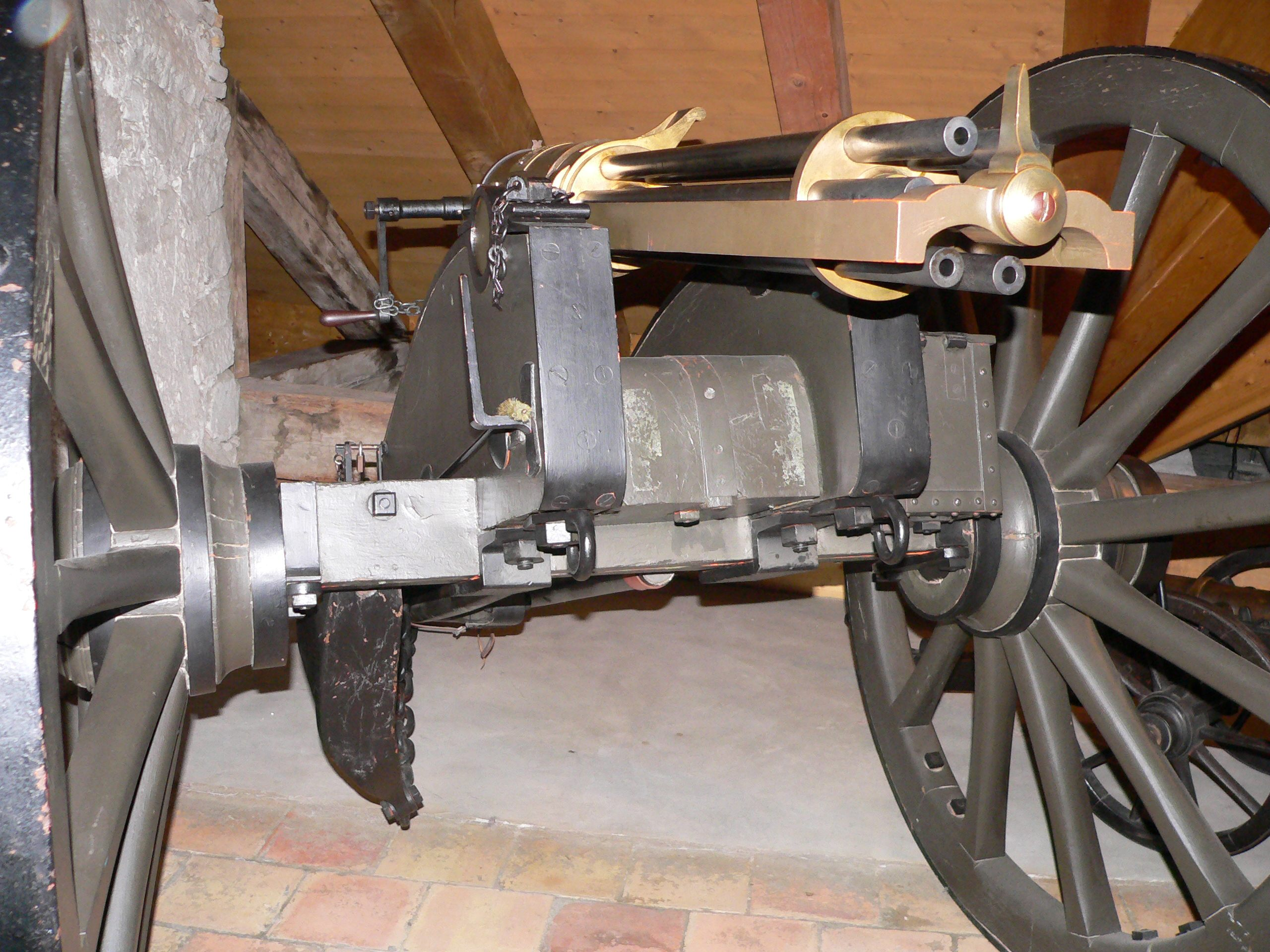
군사박물관 내의 미트라예즈
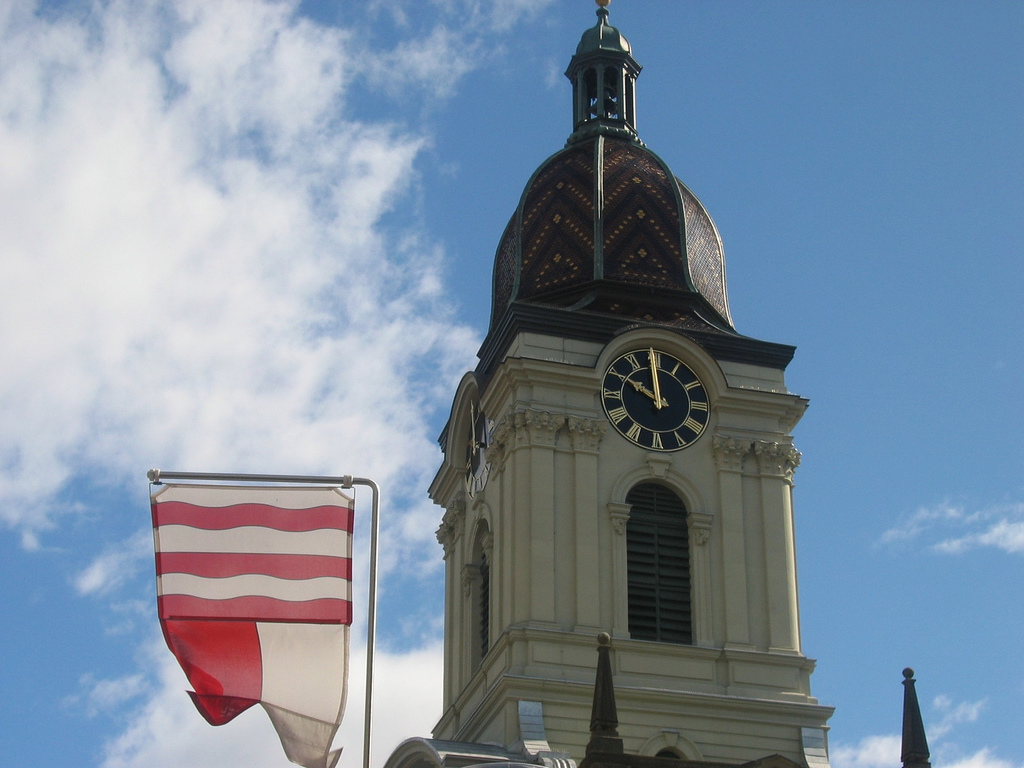
성전

## 교통

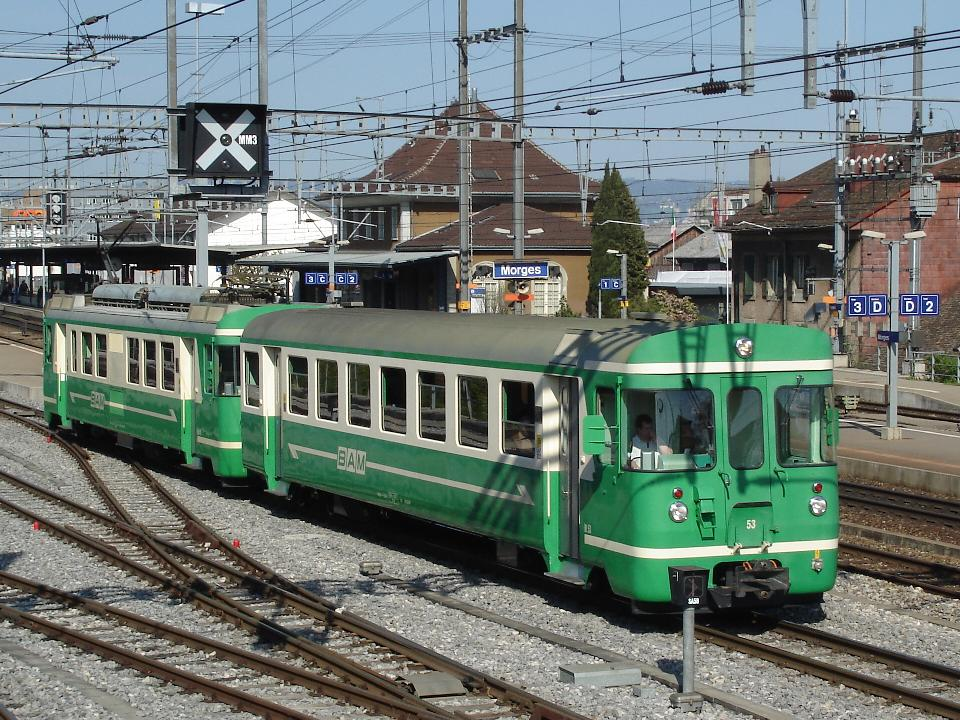
2007년 모르주의 BAM 현지 차량

모르주에는 스위스 연방 철도와 BAM(비에르–아플레–모르주 철도)의 철도역인 모르주역이 있다. 모르주는 CGN의 제네바 호수 보트로 연결된다. 주요 동서 스위스 A1 고속도로는 모르주(15번 및 16번 교차로)와 연결된다.

## 스포츠
HC Forward-모르주는 스위스 1. 리가에서 뛰고 있다. YC Yens-모르주는 스위스 유니하키 대회에서 활약하고 있다.